# 关懿娴
关懿娴（1918年2月14日—2020年4月8日），女，广东南海人，中国图书馆学家，原北京大学图书馆学系教授。

## 生平
1918年2月14日（农历正月初四）出生于广东省南海县九江镇。1943年毕业于国立西南联合大学外国语文学系，毕业论文《名利场》，指导教授吴宓。1948年赴美国密歇根大学研究生院英文系留学。1952年赴英国伦敦西北理工学院图书馆学系留学，1954年获全英图书馆学副会士（硕士）资格，后在香港大学图书馆工作。1955年10月回到中国大陆，在卫生部担任图书资料工作，1956年初进入北京大学图书馆学系（1992年改称信息管理系）任教，历任讲师、副教授、教授。1957年4月7日加入九三学社。曾任北京大学图书馆系副主任（1978年－1984年）、校学术委员会委员，中国科学院图书馆学术委员，中国图书馆学会第一届常务理事兼学术委员会副主任、第二届理事兼学术委员会顾问、国际图书馆协会和机构联合会教育训练组通讯常委等职。1987年退休。2013年5月3日，在北京大学信息管理系设立关懿娴基金。2018年5月，因不慎跌倒骨折，入住北京市海淀医院骨科，6月顺利出院。2020年4月8日2时58分逝世，享嵩壽102歲。

## 出版物
- 关懿娴. . 北京: 国家图书馆出版社. 2010. ISBN 9787501343423.